# Raț
Raț sau Mișcarea pentru drepturile cetățenilor a fost un partid politic israelian, fondat de Șulamit Aloni înainte de alegerile din Israel, din anul 1973. În alegerile din 1973 partidul Raț a introdus în Knesset 3 deputați, în 1977 și în 1981 un singur deputat (Șulamit Aloni), în 1984 3 deputați și în 1988 5 deputați.
La alegerile din anul 1992 Raț s-a prezentat pe un front unit cu partidele Mapam și Șinui, sub numele Mereț. Mereț a primit 12 deputați, 6 dintre ei din Raț. În continuare aceste partide s-au unit sub acelaș nume, Mereț.